# Cáceres (provins)
Cáceres er den nordlige af de to provinser i den  spanske autonome region Extremadura. Provinshovedstaden er byen Cáceres. Andre vigtige byer er: Plasencia, Talayuela, Navalmoral de la Mata og Coria. Cáceres grænser til provinserne Salamanca, Ávila, Toledo og Badajoz, og mod Portugal i vest.
Provinsen havde tæt ved 413.000 indbyggere i 2008, hvoraf 21,5 % boede i hovedstaden. Med et areal på omkring 20.000 km² er provinsen blandt de større i Spanien.  